# Chœur national bulgare Svetoslav Obretenov
Le Chœur national bulgare Svetoslav Obretenov est un chœur bulgare, basé à Sofia, fondé en 1944.

## Historique
Fondé le 1er novembre 1944 par le compositeur Svetoslav Obretenov, le chœur de la radio d'état de Sofia prend le nom de Chœur de la chapelle bulgare en 1954 avant d'adopter le nom de son fondateur à sa mort, en 1955,,.
Après Obretenov, le Chœur national bulgare « Svetoslav Obretenov » est dirigé par Dimitar Ruskov jusqu'en 1965, puis Gueorgi Robev entre 1966 et 1994, puis Lyuba Pesheva,.
Entre septembre 2015 et septembre 2022, le chef principal du chœur est Slavil Dimitrov.
Composé de choristes professionnels, le chœur se produit dans les principaux festivals internationaux de musique européens et développe une intense activité de concerts et d'enregistrements. Au disque, il a enregistré pour les labels EMI, Decca, Harmonia Mundi, Columbia-Japan, Monitor et Forlane, notamment.
L'ensemble est en résidence à la Philharmonie de Sofia, avec l'Orchestre philharmonique de Sofia.